# Fiódor Apraksin

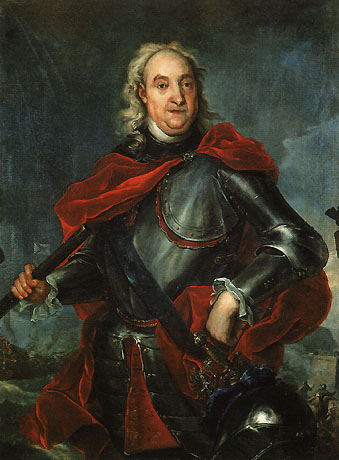
Comte Theodore Apraxin

El comte Fiódor Matvéievitx Apraksin (també Apraxin, Rus Фёдор Матвеевич Апраксин) (27 d'octubre de 1661 - 10 de novembre de 1728, Moscou) fou un dels primers almiralls russos que governà Estònia i Carèlia de 1712 a 1723, Almirall General (1708), presidí l'Almirallat Rus des de 1718 i comandà la Flota del Bàltic des de 1723.

## Les primeres activitats de construcció naval
Els germans Apraksin assoliren la fama després del casament de la seva germana Marfa amb el Tsar Teodor III de Rússia el 1681. Als deu anys Fiódor entrà al servei del seu cunyat com a stolnik. Després de la mort de Teodor serví al jove tsar Pere in conservant les seves funcions. Va prendre part en les diversions militars del jove tsar i ajudà a construir una flotilla per ell. Aquest lligams forjaren una amistat de per vida.
El 1692 Apraksin va ser nomenat governador d'Arkhànguelsk, el port comercial més important de Rússia en aquells moments, on construí vaixells capaços de superar les dures condicions climàtiques russes, fet que va satisfer profundament el tsar. Mentre va tenir el càrrec, ordenà la construcció d'un dels primers vaixells comercials russos que viatjà a l'estranger. El 1697 se li confiaren tasques de construcció navals més importants a Vorónej, on supervisà la construcció de la primera flota russa. Va ser ascendit a coronel al setge d'Azov el 1696. Fou nomenat com a primer governador rus d'Azov el 1700. Mentre Pere estava combatent a Carles XII de Suècia, Apraksin construïa flotes, aixecava fortaleses i refugis al sud de Rússia, en particular Tavrov i Taganrog. El 1700 també fou nomenat cap de l'Almirallat, en aquest comandament (1700-1706) la seva inusual habilitat tècnica li permeté prestar grans serveis al tsar.

## Gran Guerra del Nord
Després de pacificar la rebel·lió d'Astracan, Apraksin fou reclamat a Moscou, on fou posat al capdavant de la Seca i l'Arsenal. El 1707, fou nomenat president de la Junta de l'Almirallat. L'any següent, fou nomenat comandant en cap a Íngria, per defensar la nova capital Sant Petersburg contra els suecs, a qui va derrotar totalment, capturant Vyborg a Carèlia. El 25 de febrer de 1710, a l'edat de 48 anys, esdevingué el tercer rus de la història en ser elevat a la dignitat de comte.

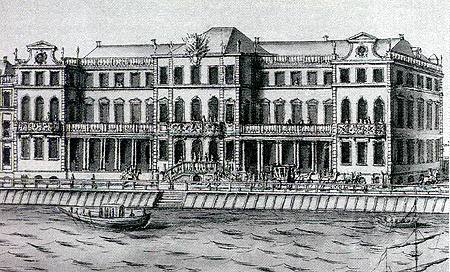
Palau Apraksin, a Sant Petersburg, fou construït segons un disseny de Jean-Baptiste Le Blond el 1717-1725. Els visitants estrangers van afirmar que "fins i tot un rei estaria gelós d'aquesta noble residència ". Algunes dècades després, el palau fou demolit per construir part del Palau d'Hivern, que avui ocupa el lloc

Apraksin ostentà el comandament en cap al mar Negre durant la Campanya del Pruth (1711). El març de 1710 comandava el Setge de Vyborg. Prenent aquesta fortalesa sueca al juny, fou investit amb l'Orde de Sant Andreu i nomenat governador de les províncies (Estònia, Íngria, i Carèlia). Participà comandant la Marina Imperial Russa en la presa de Hèlsinki el 1713 – permeten la conquesta de Finlàndia operant des del Bàltic – i a la batalla de Gangut el 1714. Aquell mateix any assistí al tsar en la creació d'un nou port a Revel. Anteriorment, el 1712, liderà les negociacions amb l'Imperi Otomà, que acabaren amb la destrucció de Taganrog i la rendició d'Azov en favor de l'Imperi Otomà.
Des de 1710 a 1720 comandà personalment els atacs contra Suècia, hostilitzant-lo durament i, per tant, determinant el Tractat de Nystad, en el qual els russos obtingueren gran part de les Províncies bàltiques. Per aquests grans serveis fou nomenat Senador i Almirall General de l'Imperi.

## Anys posteriors
El 1715, Apraksin caigué en desgràcia davant del tsar, que fou informat sobre les seves irregularitats i abusos a l'Almirallat. Després d'una breu investigació, fou multat i enviat a governar Estònia. El 1719, va dirigir l'expedició russa al Golf de Bòtnia. Durant la Guerra Russo-Persa (1722-1723) Apraksin esquivà, per poc, una temptativa d'assassinat per part dels Txetxens.
Quan el seu germà gran Peter Apraksin (governador d'Astrakhan) fou acusat de simpatitzar amb Tsarévitx Aleix Petróvitx, Fyodor estava ansiós per demostrar el seu zel perseguint el tsaréxitx, i el comte Pere Tolstoy, (1645–1729).
A la mort de Pere el 1725, la seva esposa Caterina investí l'Almirall amb l'Orde d'Alexandre Nevski i el nomenà com a membre del Consell Privat Suprem, una exigència dels Grans Boiars de Rússia encapçalats per l'influent i procedent d'una família poderosa, Princep Dmitry Galitzine, (1665–1737), Ambaixador a l'Imperi Otomà i Confederació de Polònia i Lituània.
Els "Sis Dignataris Suprems" que formaren el primigeni Consell Privat Suprem, foren Alexandre Menshikov, Fyodor Apraksin, Gavrila Golovkin, Andrey Osterman, Pere Tolstoy, i Dmitry Galitzine forçaren el reconeixement de la tsarina Anna Ivanovna per succeir el jove Tsar Pere II mort el 1730 als 15 anys i havent regnat només 3 anys.
La darrera expedició d'Apraksin fou la de 1726 a Revel, per protegir-la contra un possible atac del Regne de la Gran Bretanya, amb el qual la tsarina Caterina I mantenia tenses relacions en els inicis del seu regnat.
Encara que sovint fou amenaçat amb terribles càstigs per part de Pere el Gran, a causa d'una continuada apropiació de fons públics, Apraksin, però, se les va enginyar per salvar el seu cap, però no la seva butxaca, principalment per la mediació de la tsarina Caterina I, primer consort de Pere I i que després governà a Rússia de 1725 a 1727.
L'amistat amb la tsarina es mantingué fins als darrers moments, degut a l'agraïment d'aquesta per les maniobres d'Apraskin que li permeteren assolir el tron a la mort de Pere.

## Llegat
Segons R. N. Bain, Apraksin fou el més genial i bondadós de tots els deixebles de Pere. D'ell es diu que mai es guanyà cap enemic. Morí el 10 de novembre de 1728, a l'edat de 67 anys, i fou enterrat al sepulcre familiar al Monestir de Crisòstom de Moscou, on la seva tomba va ser destruïda pels comunistes durant els anys trenta.